# Faro de Punta Lava
El faro de Punta Lava o faro de Punta del Moro es un faro situado en Tazacorte, al oeste de la isla de La Palma, en el archipiélago de las Islas Canarias, España. Es uno de los cuatro principales faros de La Palma, ya que cada uno marca un punto cardinal de la isla. El faro de Arenas Blancas en la costa oriental, el de Punta Lava en la parte occidental de la isla, el faro de Punta Cumplida está situado en el punto norte y el faro de Fuencaliente en el sur. Está gestionado por la autoridad portuaria de la Provincia de Santa Cruz de Tenerife.

## Historia
Fue construido bajo el plan de alumbramiento de 1985-1989, por lo que se activó en 1996.